# ماركو بابا (دراجات نارية)
ماركو بابا (بالإيطالية: Marco Papa)‏ كان متسابق دراجات نارية إيطالي سابق. نافس في سباقات بطولة العالم لفئة 500 سي سي ولفئة 250 سي سي ولفئة 50 سي سي. بدأ المنافسة في بطولة الجائزة الكبرى سنة 1980. أفضل موسم له كان موسم سنة 1990 عندما جاء في المركز الثالث عشر في بطولة العالم لفئة 500 سي سي.

## روابط خارجية
- ماركو بابا على موقع MotoGP.com (الإنجليزية)
- ماركو بابا على موقع WorldSBK.com (الإنجليزية)